# CZ 110
Samonabíjecí pistole CZ 110 je pistole české výroby a vychází z modelu CZ 100, hlavní rozdíl mezi těmito zbraněmi spočívá ve spoušťovém ústrojí, které je na rozdíl od pistole CZ 100 dvojčinné. CZ 110 se vyráběla kromě ráže 9 mm Luger i v ráži .40 S&W. U náboje .40 S&W je kapacita zásobníku 10 ran. Produkce této pistole skončila v roce 2007.